# John Bevis
John Bevis (31. října 1693 nebo 10. listopadu 1695 Old Sarum, Wiltshire – 6. listopadu 1771) byl anglický lékař a amatérský astronom. Proslul svým prvním pozorováním Krabí mlhoviny. Sestavil atlasy hvězd Uranographia Britannica a Atlas Celeste.
Byl také jedním z pouhých dvou astronomů, kteří pozorovali roku 1759 Halleyovu kometu při jejím prvním předpovězeném návratu.